# Il gatto con gli stivali

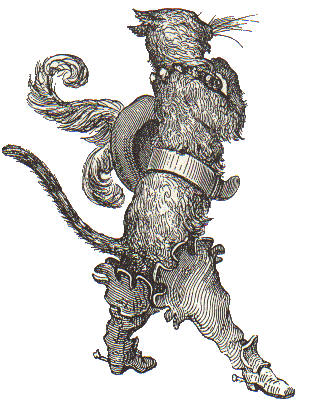
Il gatto con gli stivali in un'incisione ottocentesca di Gustave Doré.

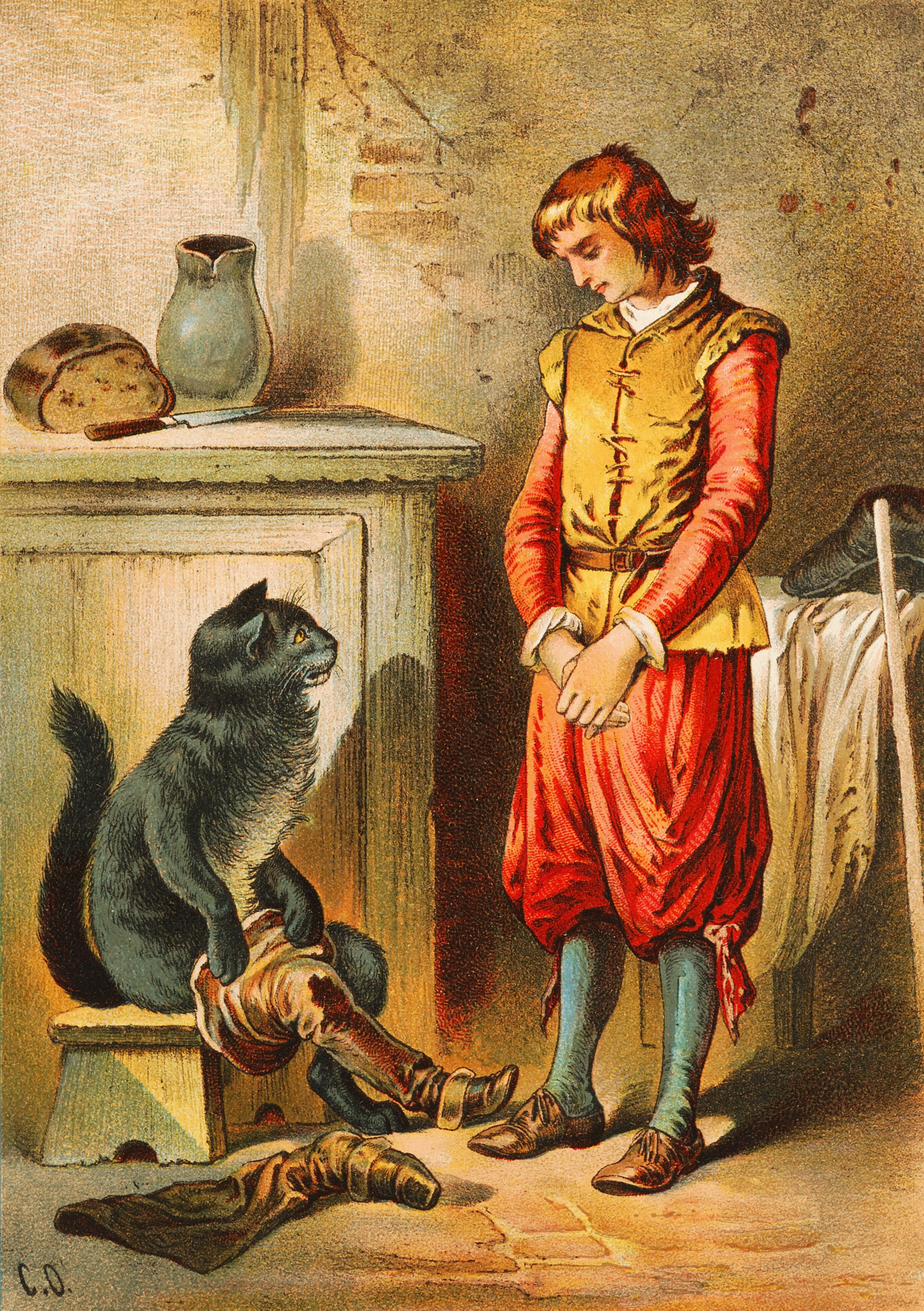
Il gatto con gli stivali e il suo padrone in un'illustrazione ottocentesca di Carl Offterdinger.

Il gatto maestro, o Il gatto con gli stivali, è una fiaba popolare europea che racconta la storia di un gatto che utilizza l'astuzia per offrire il potere, la fortuna e la mano di una principessa al suo padrone povero e senza soldi. La più antica attestazione scritta della storia risale a Giovanni Francesco Straparola, che la incluse nella raccolta Le piacevoli notti (pubblicate a partire dal 1550) con il titolo di Costantino Fortunato; è incerto se Straparola abbia inventato la fiaba o abbia semplicemente trascritto un racconto della tradizione orale.
Un secolo più tardi vide la luce la versione di Giambattista Basile, intitolata Cagliuso. Nel Romanticismo tedesco fu Ludwig Tieck a scrivere questa fiaba con linguaggio tipicamente romantico, prendendosi gioco della letteratura del tempo. Apparve in Fiabe popolari dello stesso Tieck, insieme ad altre celebri fiabe come Barbablù; la loro caratteristica era quella di nascondere l'orrore attraverso la comicità, o l'ironia. Celebri divennero anche la versione create da Charles Perrault e quella dai fratelli Grimm con il titolo "Il povero garzone e la gattina". La versione classica di questo racconto è quella scritta alla fine del XVII secolo da Charles Perrault (1628-1703). Appare su un manoscritto illustrato, intitolato Les Contes de ma mère l’Oye ("I racconti di mia madre l'oca"), datato 1695, due anni prima della pubblicazione della raccolta di otto racconti Histoires ou contes du temps passé avec des moralités ("Storie o racconti del tempo passato con morale") presso l’editore Claude Barbin nel 1697.
Il gatto con gli stivali ha avuto un successo immediato e rimane popolare al giorno d'oggi, nonostante una morale ambigua. Esistono numerosissime analisi e studi, basati sui suoi personaggi e sui suoi temi, riguardanti la simbologia e la morale di questa fiaba. Il gatto con gli stivali può essere visto per esempio come un racconto iniziatico (lotta contro l’orco), ma anche come riflesso dei costumi dell'epoca di Perrault (investitura reale, ruolo della borghesia, diritto di primogenitura, etc.), in quanto storia immorale che fa l'apologia dell'inganno e dell'imbroglio sul lavoro onesto.
Vi si ritrovano anche vecchi temi popolari legati a motivi indoeuropei e al culto degli animali diffuso un po' ovunque nel mondo, sotto l'influenza culturale francese alla fine di un periodo di splendore della Francia. Il gatto con gli stivali conosce una diffusione rapida e mondiale, al punto da ispirare disegnatori, compositori, coreografi, e molti altri artisti. Questo gatto appare in particolare nel terzo atto del balletto La bella addormentata di Čajkovskij e fino all'epoca moderna, i suoi adattamenti sono molteplici, dal teatro ai film e ai romanzi o al fumetto, passando per le parodie, come dimostrato dal personaggio del Gatto con gli stivali che compare in Shrek 2 (e seguenti), e al quale è dedicato un successivo spin-off.

## Trama

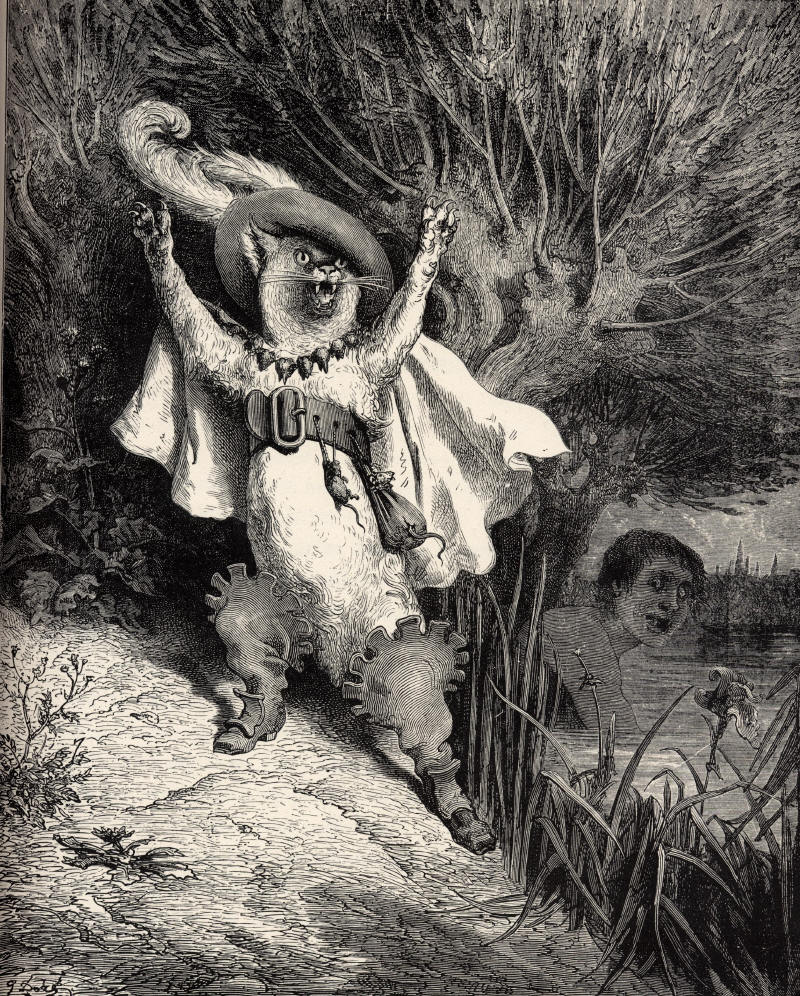
«Aiuto, aiuto, il mio padrone il marchese di Carabas sta annegando», illustrazione di Gustave Doré.

Alla sua morte, un vecchio mugnaio lasciò ai suoi tre figli tutti i suoi beni. Il primo, che era il più anziano, ereditò il mulino; il secondo l'asino; l'ultimo, il più giovane, un gatto. Senza un soldo in tasca e non sapendo cosa fare di tale eredità, quest'ultimo inizialmente pensò di mangiare il suo bene. Il gatto, rivelandosi dotato di parola, convinse il padrone a dargli un sacco, un cappello ben piumato ed un paio di stivali. Così vestito, l'astuto animale era ora determinato a fare la fortuna del suo padrone.
Per fare ciò, con il sacco il gatto creò una trappola e catturò un coniglio nella foresta, e lo portò al re come dono da parte del suo padrone, il marchese di Carabas. Vedendo che il regalo era stato ben accettato, decise di portare regolarmente della selvaggina al re per alcuni mesi, facendo crescere la fama e la curiosità del re riguardo a questo marchese di cui non conosceva l'esistenza.
Un giorno, sapendo che il re e la principessa, sua figlia, avrebbero viaggiato lungo il fiume, il gatto persuase il suo padrone a togliersi i vestiti da mugnaio e ad entrare nel fiume. Una volta nascosti i vestiti del suo padrone dietro una roccia, aspettò l'arrivo della carrozza del re, per poi andare loro incontro gridando aiuto. Il gatto spiegò al re che il suo padrone, il "marchese di Carabas", era stato derubato dei suoi vestiti e poi gettato nel fiume e ora rischiava di annegare. Il re offrì immediatamente soccorso mandando le sue guardie ad aiutare il giovane ad uscire dall'acqua e dandogli i migliori vestiti a sua disposizione. Infine, lo invitò a sedersi nella carrozza al fianco della figlia che di lui si innamorò immediatamente. Il giovane, non realmente consapevole di ciò che stava accadendo, accettò di buon grado tutte le offerte del re e si innamorò perdutamente della principessa.
Nel frattempo, il gatto con gli stivali corse avanti lungo la strada, dove incontrò un gruppo di contadini che lavoravano nei campi e nei frutteti vicini, e ordinò loro di dire al re che quelle terre appartenevano al marchese di Carabas, altrimenti avrebbero subito la sua ira. Arrivò poi in un bel castello abitato da un orco molto ricco e possessore delle terre da lui appena attraversate.
L'orco ricevette il gatto il quale, saputo delle abilità magiche dell'orco, lo sfidò a trasformarsi in un leone. Spaventato dalla ferocia del ruggito del leone che si trovò davanti, il gatto con gli stivali chiese all'orco se fosse stato in grado di trasformarsi in un piccolo indifeso topino. L'orco ridendosela, si trasformò in topino, ed immediatamente il gatto gli saltò addosso e lo divorò in un sol boccone. A questo punto, il gatto annunciò a tutti i servitori che da quel momento in poi avrebbero dovuto sottostare al marchese di Carabas ed immediatamente fece preparare le più belle stanze del castello.
In quel momento passò davanti al castello la carrozza del re. Il gatto si precipitò all'ingresso dando il benvenuto al re nella residenza del "marchese di Carabas". Il re, ammirando il bellissimo castello e tanta ricchezza, decise di offrire la mano di sua figlia al ricco gentiluomo. Il gatto diventò di conseguenza un nobile signore che caccia i topi solo per divertimento.
Il racconto ha da due morali:
- «[...] L'industria e il saper fare sono meglio dei beni acquisiti»;
- «[...] L'abito, la maniera e la gioventù, per ispirare tenerezza, non sono mezzi sempre indifferenti».

## Progettazione dell'opera

### Precedenti

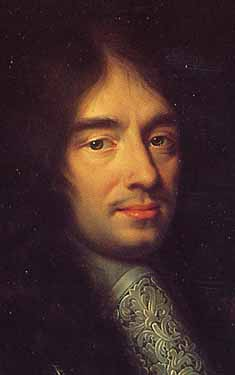
Ritratto di Charles Perrault.

Charles Perrault non è l'inventore della figura del gatto burlone e malizioso (chiamato in inglese trickster), poiché diversi secoli prima della pubblicazione delle fiabe di Perrault, il bramino Kashmir Somadeva ha raccolto una vasta collezione di fiabe indiane, il Kathâsaritsâgara (letteralmente L'Oceano dei fiumi delle fiabe) che contiene numerosi personaggi e oggetti di fiabe come spade invincibili, navi che rigenerano il loro carico e animali servizievoli. Nel Pañcatantra, una raccolta di racconti in sanscrito del V secolo, una storia descrive un gatto che tenta di fare fortuna al palazzo reale.
Nel 1553 La gatta di Costantino il ricco (o Costantino Fortunato), un racconto simile al gatto con gli stivali, fu pubblicato a Venezia nel Le piacevoli notti di Giovanni Francesco Straparola. Tuttavia, nel racconto di Straparola, il povero figlio del mugnaio è figlio di una vedova boema, il gatto è una fata travestita da gatta, la principessa si chiama Elisetta e il castello non appartiene ad un orco ma ad un signore recentemente morto. Il ragazzo povero diventa infine il re di Boemia. Un'edizione francese della raccolta viene pubblicata nel 1560. Questo racconto potrebbe essere di origine orale, poiché molte versioni orali sono state trascritte.
Nel 1634 un altro racconto con un gatto malizioso come eroe, chiamato Cagliuso, è pubblicato nel Pentamerone di Giambattista Basile. Né la raccolta, né il racconto sono stati pubblicati in Francia durante la vita di Charles Perrault. Nella versione di Basile, il ragazzo povero è un mendicante di nome Cagliuso la cui ricchezza è garantita in modo simile alla storia del Gatto con gli stivali. Tuttavia, la storia finisce diversamente: per mostrare la sua gratitudine, Cagliuso promette al gatto che lo seppellirà in una bara d'oro. Tre giorni dopo, il gatto prova il suo padrone fingendo di essere deceduto ed è inorridito quando sente Cagliuso chiedere alla moglie di afferrare il cadavere per le zampe e gettarlo fuori dalla finestra. Il gatto salta, esclama che questa è la sua ricompensa per aver aiutato un mendicante a diventare ricco, poi scappa lasciando il suo padrone cavarsela da solo.
Le somiglianze con il Gatto con gli stivali sono impressionanti e una teoria ha voluto che Perrault si fosse strettamente ispirato a Cagliuso, di cui avrebbe soppresso la morale iniziale riguardante l'ingratitudine del giovane mendicante, poiché triste. Pierre Saintyves mette in evidenza queste somiglianze e cita gli autori che pensano che Charles Perrault se ne sia ispirato per il Gatto con gli stivali, ma non prende posizione su una possibile influenza. Iona e Peter Opie pensano che Perrault non conoscesse La Chatte de Constantine le Fortuné e Cagliuso (La Gatta di Costantino il fortunato e Cagliuso), che sono stati pubblicati prima del gatto con gli stivali. Thierry Delcourt, al contrario, afferma che Perrault conosceva bene le versioni letterarie di queste due fiabe e Armand Langlois cita La Chatte de Constantine le Fortuné e Cagliuso come fonte d'ispirazione di Perrault.
Altre storie simili al Maître Chat (Maestro Gatto) sono notate da Charles Deulin: il racconto danese Le Palais aux piliers d’or (Il Palazzo dei pilastri d'oro), il racconto norvegese Seigneur Pierre o ancora il racconto bretone Le Chat et sa mère (Il gatto e sua madre) mettono in scena gatti o gatte che aiutano il loro padrone ad ottenere la fortuna. Alcune versioni mostrano l'ingratitudine del padrone verso il suo animale, il padrone non esita a lasciar morire l'animale o a lasciarlo senza sepoltura, come nella versione di Basile.

### Pubblicazione

#### Storie o racconti del tempo passato
Charles Perrault scrisse Les Histoires ou Contes de temps passé (lett. "Storie o racconti del tempo passato") di cui fa parte il Maître Chat ("Maestro Gatto"), o il Chat Botté ("Il gatto con gli stivali") all'epoca in cui era membro dell'Accademia Francese e della corte di Luigi XIV. La prima versione di questo racconto figura in un manoscritto riccamente rilegato, illustrato e scritto in bella forma, che circolava nei salotti letterari parigini e alla corte di Versailles nel 1658. Fu donato alla signorina Elisabetta Carlotta d’Orléans, la nipote di Luigi XIV, e conteneva cinque fiabe, La Bella Addormentata nel Bosco, Cappuccetto Rosso, Barbablù e Le Fate accanto al Gatto con gli stivali. A causa dell’esistenza della dedica firmata “P. Darmancour”, la paternità delle storie o dei racconti del tempo passato e quindi di Le Maistre Chat ou Le Chat botté è talvolta attribuita a Pierre Darmancour.

#### Traduzioni
Nel 1729 la prima traduzione in inglese di Robert Samber, The Master Cat or Puss in Boots, è pubblicato a Londra da J. Pote e R. Montagu nella raccolta Histories, or Tales or Past Times, by Mister Perrault. La traduzione di Samber è descritta come: «fedele e giusta, riportata in modo attraente e conciso, l’entusiasmo e il tono gentilmente ironico della prosa di Perrault, che imita l’approccio diretto della narrazione orale in un elegante semplicità». La pubblicità dell’epoca parla di un libro “molto divertente e istruttivo per i bambini”. Il Gatto con gli stivali è ugualmente tradotto in tedesco, poiché nel 1812, i fratelli Grimm includono una versione del racconto nella loro raccolta Kinder und Hausmarchen. Secondo le note dei fratelli Grimm, loro avrebbero fatto la conoscenza di questo racconto grazie all’intermediario di Jeanette Hassenpflug che era figlia di migranti ugonotti.

#### Illustrazioni
La prima illustrazione del Gatto con gli stivali sul manoscritto del 1695 è realizzata a inchiostro e colorata a tempera, rappresenta il gatto che minaccia i paesani dicendo: «Buone genti ciò che falciate appartiene al signor marchese di Carabas, voi sarete tutti tritati come carne da macello». Il gatto pareva, inoltre, grande come i paesani a cui si riferisce. Secondo lo studio di Marc Soriano, questa immagine evidenzia la sua umanità e la sua aggressività, e gioca un gran ruolo nella percezione del racconto fino ai giorni nostri. Non sappiamo chi sia l’autore del disegno, potrebbe essere Perrault, oppure, potrebbe averlo fatto realizzare sotto le sue direttive. L’incisore Antoine Clouzier riprende la stessa immagine per la prima edizione del racconto nel 1697. La diffusione di questa immagine è impressionante, dato che tutte le edizioni del racconto fino dal 1697 la riutilizzano, questo in tutta Europa. Gli incisori inglesi hanno anche aggiunto degli artigli al gatto, che ne accentuano l’espressione di minaccia. Il frontespizio della prima edizione rappresenta una vecchia donna che racconta le storie ad un gruppo di tre bambini sotto un cartello intitolato: Les Contes de ma mère l'Oye (lett. "Racconti di mia madre Oca"). Il frontespizio inglese è simile alla versione originale; il cartello è tuttavia tradotto.

### Diffusione

#### Una storia di successo
Il gatto con gli stivali è il racconto più popolare del folclore occidentale che mette in scena un animale come donatore. Il Gatto con gli stivali è diventato uno di quei racconti che tradizionalmente si leggono ai bambini la sera prima di dormire, e ha conosciuto una diffusione mondiale. Ha sconfitto con successo i suoi predecessori creati da Straparola e Basile ed il racconto ha alterato la forma dei racconti orali che mettono in scena i gatti Tricksters che esistevano già. La raccolta pubblicata nel 1697 ebbe un tale successo che fu plagiata in Olanda dall'editore Moetjens, e conobbe almeno tre riedizioni durante la vita di Perrault. Il gatto con gli stivali è stato ripubblicato nella letteratura ambulante del XVIII secolo, poi da “L’armadio delle Anime” nel 1785. Secondo Charles Deulin nei “i racconti di mia madre l'Oye prima di Perrault”, il talento di Charles Perrault è stato ignorato fino all'inizio del XIX secolo dalla letteratura francese; fu solo a partire da questa epoca che questo racconto ottenne un successo fulminante.
In particolare a seguito della legge Guizot sull'istruzione primaria nel 1833, e grazie ai romantici che scoprirono i fratelli Grimm e celebrarono il talento di Perrault. Le prime collezioni di libri per l'infanzia appaiono anche in questo periodo. Le ristampe di questo racconto in lingua francese sono dunque molteplici, fino all'epoca moderna.

#### Contenuto educativo
Secondo Bruno Bettelheim: «più un personaggio delle favole è semplice e franco, più sarà facile per un bambino identificarsi con lui e rifiutare il personaggio cattivo». Se il personaggio è una persona molto gentile, allora il bambino probabilmente vorrà diventare il buono. I racconti amorosi come il gatto con gli stivali non polarizzano o sovrappongono i buoni e i cattivi perché costruiscono un personaggio che non sceglie tra il bene e il male, ma dà al bambino la speranza che il più umile può sopravvivere. La morale non è l'interesse principale di questo tipo di racconto, ma dà l'assicurazione che si può sopravvivere e riuscire nella propria vita. Le aspettative dei bambini piccoli possono essere deluse. Tuttavia, le fiabe permettono ai più piccoli successi (come diventare l'amico di un animale) di acquisire grande dignità e questi eventi ordinari possono portare a maggiori profitti a lungo termine. Possono anche permettere al bambino di credere che i suoi piccoli successi sono importanti anche se non riconosciuti sul momento. Le folcloriste Iona e Peter Opie osservano che «Il racconto è insolito perché l’eroe non merita la sua buona fortuna, come se la sua povertà, il fatto di essere il terzo figlio, e la sua accettazione senza fare domande sulle istruzioni disoneste del gatto non fossero più viste come virtù dei nostri giorni». Se La bella addormentata o Pollicino offrono al bambino una ricca materia per superare ostacoli e conflitti, il gatto con gli stivali è una storia la cui morale è ambigua, lasciando intendere che l'astuzia paga più rapidamente e più sicuramente del lavoro o del talento. Il gatto dovrebbe essere acclamato come il principe dei ciarlatani, come pochi truffatori sono stati prima o dopo di lui. In un inciso, Maria Tatar suggerisce anche che ciò che c'è da ricordare del racconto è «il rispetto che può ispirare per queste creature domestiche che cacciano i topi e spiano il loro padrone». In Fairy Tales and the Art of Subversion, Jack Zipes nota che «Perrault cercava di descrivere i tipi ideali per rafforzare gli standard del processo di civiltà dell'alta società francese». George Cruikshank, famoso illustratore dei romanzi di Charles Dickens, rimase scioccato che i genitori permettano ai loro figli di leggere Il gatto con gli stivali, e disse in merito che il racconto presentava una successione di bugie riuscite e un insegnamento ingenuo per inventare un sistema basato sull'inganno ricompensato dai benefici migliori. Invece, il filosofo d'Hooghvorst considera che i personaggi e le situazioni del racconto hanno un senso cabalistico e alchemico.

#### Influenze posteriori
Il racconto del gatto con gli stivali ha segnato a lungo la cultura popolare, ma anche molte persone famose; una biografia di Mozart riferisce che lavorava molte ore bevendo punch e che per tenerlo sveglio, sua moglie gli leggeva Il gatto con gli stivali. Un aneddoto popolare sulla giovinezza di Napoleone dice che, quando era bambino, indossò un'uniforme e si calpestò di stivali troppo grandi per lui, facendolo sembrare ridicolo. Una ragazza di nome Cecilia, allora di dodici o tredici anni, lo definì “gatto con gli stivali” provocando l'ilarità generale e la rabbia del futuro imperatore dei Francesi. Il gatto è il titolo di un romanzo che narra l'ascesa di Napoleone.

## Struttura narrativa

### Analisi letteraria
Per i folkloristi Iona e Peter Opie, mentre lo stile letterario impiegato è universalmente riconosciuto, molti passaggi del racconto sembrano essere trasposti alla scrittura come l'autore li avrebbe sentiti. Questa supposizione si basa prima sulla semplicità dei racconti, poi sul vocabolario impiegato, che al tempo di Perrault era considerato «popolare» e «del popolo basso», e per finire nell'esistenza di passaggi vestigiali (come quello degli stivali) che non migliorano la narrazione. Secondo loro, un artista letterario avrebbe soppresso questi passaggi durante la creazione della sua opera. Un'analisi letteraria del racconto mostra che il discorso diretto è leggermente più frequente del discorso indiretto. Perrault mette in evidenza alcuni personaggi e limita il discorso diretto ai personaggi principali. I dialoghi che gli sembrano poco importanti per la trama sono in forma indiretta, per esempio quando il gatto con gli stivali si intrattiene con le guardie del re per potergli parlare: Tutto glorioso della sua preda, andò a casa del Re e chiese di parlare con lui. Lo fecero salire nell'Appartamento di Sua Maestà, dove entrò fece una grande riverenza al Re, & luy gli disse, voilà [...]». Al contrario, i fratelli Grimm usano il discorso diretto [...] poi si mise il sacco sulle spalle e si recò direttamente al castello del Re. La guardia esclamò: «Fermo! Dove vai» - «Dal Re,» rispose il gatto senza mezzi termini. - «Sei pazzo, un gatto dal Re? - «Lascialo solo andare, dice un altro, il Re si annoia, forse il gatto con il suo russare e le sue fusa gli farà piacere». Quando il gatto arrivò davanti al re, fece una riverenza e disse: [...]». Il dialogo dei fratelli Grimm dà oralità e vita al racconto, e lo colloca più nel campo del meraviglioso. Allo stesso modo, il passaggio dei falciatori e dei mietitori è trattato in modo diverso da Perrault e dai Grimm: il primo evita le ripetizioni dicendo che «il Gatto che andava davanti alla carrozza, diceva sempre la stessa cosa a tutti quelli che incontrava» mentre il secondo utilizza molto di più l'effetto di ripetizione. Sembra che questa forma letteraria delle fiabe di Perrault sia il riflesso delle pratiche letterarie della sua epoca, dove la novella era popolare e la presenza del narratore molto forte. Al contrario, i fratelli Grimm lavoravano sull'oralità.

### Classificazione Aarne-Thompson
Secondo la classificazione Aarne-Thompson, i temi di questo racconto sono ampiamente diffusi in molte regioni del mondo che presentano lo stesso tipo di racconto. Esso porta il numero 545 (tema del gatto servizievole) e il passaggio del gatto che divora l'Orco sarebbe dovuto alla mescolanza di altri due temi: nel racconto tipo 325, Il mago e il suo allievo, l'allievo mago mangia il suo maestro trasformato in seme, egli stesso essendo sotto forma di una volpe. Nel racconto tipo 331, Il diavolo in una bottiglia, l'eroe sfida il suo avversario a rimpicciolirsi.

## I personaggi

### Il figlio del mugnaio o il marchese di Carabas
Il figlio del mugnaio, che nel racconto ottiene il titolo di «marchese di Carabas», è l'ultimo figlio di una famiglia di tre figli. Questa particolarità ha una grande importanza, infatti, all'epoca della redazione dei racconti di Perrault, il diritto di primogenitura faceva sì che il primogenito di una famiglia ereditasse tradizionalmente tutti i beni dei suoi genitori. Di conseguenza, la sua sussistenza era assicurata. Al contrario, l'ultimo nato doveva spesso fare fortuna da solo, anche a costo di diventare una sorta di vagabondo che corre il mondo in cerca di gloria e fortuna. Inoltre, Perrault era egli stesso il cadetto di cinque ragazzi fra sette bambini. L'ultimo nato era condannato a lavorare sodo per ottenere un riconoscimento e la forma di disconoscimento dal sistema di ereditario si ritrova in molti racconti, tra cui il gatto con gli stivali.
Secondo Jack Zipes in uno studio incrociato su tutte le storie di Perrault, gli eroi di questo scrittore non sono particolarmente belli ma attivi, coraggiosi, ambiziosi, abili, e usano la loro mente, la loro intelligenza e la loro grande cortesia per scalare i livelli sociali e raggiungere i loro scopi. Qui è il Gatto che possiede tutte queste caratteristiche e l'uomo che approfitta dei suoi talenti e della sua astuzia. Al contrario dei racconti che trattano delle donne sottomesse in attesa del matrimonio, come la principessa del gatto, quelli incentrati su un uomo suggeriscono che il successo e l'ottenimento di un certo status sociale sono più importanti del matrimonio per gli uomini. Le virtù degli eroi di Perrault riflettono la visione della borghesia alla corte di Luigi XIV, e quella di Perrault che era un domestico di successo. «Marchese di Carabas» è un titolo nobiliare usurpato il cui nome esotico è inventato dal gatto con gli stivali per il suo padrone. Facendo passare il suo misero padrone per un marchese, il Gatto spera di attirare su di sé l'attenzione e i favori del re. L'origine di questo nome che suona in modo orientale non è chiaramente stabilita.

### Il gatto
Per Armand Langlois, il personaggio centrale del racconto non è il Gatto con gli stivali ma il figlio del mugnaio. L’animale simbolizzerebbe il bambino libero, “doppio” meraviglioso del bambino, aiuta l’eroe in cambio di una vita sicura.

#### Il re dei ciarlatani
Il Gatto è l'unica eredità di un ragazzo povero. Non esita a mentire al re, a manipolare l'orco e a corrompere i contadini per facilitare l'ascesa sociale del suo giovane padrone, in modo da poter poi vivere oziosamente. Maria Tatar nota che non c'è molto da ammirare nel Gatto con gli stivali che minaccia, imbroglia, inganna e ruba per aiutare il suo padrone. Il gatto è visto come un virtuoso della lingua, una creatura diventata maestro nell'arte della persuasione e della retorica per ottenere il potere e la fortuna. Il gatto gioca così il ruolo di un ladro esperto, e Perrault sembra essere stato un po' imbarazzato da questa percezione del gatto, che l'avrebbe portato a dissociarlo dal suo padrone, anche se alla fine i due si confondono abbastanza spesso. Il tema dell'animale che ricorre all'astuzia e all'imbroglio per aiutare il suo padrone si ritrova peraltro in altre leggende, come quella del pfingst-Quack con la sua martora.
Secondo Jack Zipes, il gatto con gli stivali è l'incarnazione del segretario educato della borghesia che serve il suo padrone con devozione e diligenza. Il gatto dà prova di una cortesia e di modi sufficienti per impressionare il re, possiede l'intelligenza per sconfiggere l'orco e il talento per organizzare un matrimonio reale in favore del suo padrone malvagio. La carriera del gatto con gli stivali è coronata dal suo titolo di «gran signore» e il racconto si conclude con una doppia morale: una che vanta l'importanza del lavoro e del saper-fare, l'altra l'importanza dell'aspetto e della gioventù per conquistare una principessina. Jacques Collin de Plancy vede anche nel Gatto un abile cortigiano e politico.

#### Un gatto «magico»
Anche se nessun patto diabolico è sigillato, il gatto può essere considerato come un gatto d'argento (o matagot), cioè secondo la leggenda un gatto generalmente diabolico, legato alla stregoneria, e che porta delle monete d'oro. Unica eredità di un fratello minore di tre figli, il gatto con gli stivali porta gloria e ricchezza al suo padrone.
La stregoneria è peraltro ben presente in questa favola dove il gatto si rivela un po' mago. C'è una teoria secondo cui potrebbe essere un teriantropo o uno stregone in grado di trasformarsi in un gatto. La sua lotta contro l'orco ricorda un duello tra maghi e la simbologia del gatto ne fa spesso un animale associato alla magia e al passaggio tra due mondi.
Collin de Plancy suppose che il gatto con gli stivali rispecchiasse l'epoca medievale in cui si credeva che con alcuni sortilegi le bestie potessero parlare, perché il padrone del gatto non è affatto sorpreso di sentirlo iniziare il suo piccolo discorso.

#### Un animale-totem
Pierre Saintyves va oltre e pensa che il racconto si riferisca al tempo dei culti di animali e al concetto di animale-totem. Jacques Barchilon e Henry Pettit notano nell'introduzione a The Authentic Mother Goose: Fairy Tales and Nursery Rhymes che il tema principale del Gatto con gli stivali è quello del donatore e che «Il racconto porta le memorie ataviche dell'animale-totem familiare in quanto protettore paterno della tribù, che si ritrovano nell'antropologia e nelle missioni».
Tuttavia, all'epoca in cui il racconto del gatto con gli stivali viene scritto da Perrault, il gatto è ampiamente considerato come un animale malvagio, compagno delle streghe e incarnazione del diavolo in Europa occidentale. Pierre Saintyves si chiede se si debba ammettere «che un tempo il gatto era considerato in Europa come un animale custode, o almeno come un essere sacro». Il culto del gatto è attestato nell'antico Egitto, ma questo animale addomesticato ha guadagnato abbastanza tardi l'Europa occidentale. Più stupefacente, questi gatti domestici sarebbero discendenti del gatto guantato, che è un gatto «con gli stivali», onorato proprio dagli antichi Egizi.
Il gatto con gli stivali potrebbe anche essere un ricordo dell'animale che incarnava «lo spirito del grano», gatto, volpe, sciacallo, cane o cervo, che veniva talvolta tradizionalmente sacrificato alla fine della mietitura. Questi festeggiamenti sono stati studiati da Arnold van Gennep e James George Frazer: l'ultimo covone è pronto e si vede dare un nome di animale. Questa forma di rispetto per il gatto si ritrova principalmente in Inghilterra, dove era considerato il protettore dei raccolti, cacciando topi, ratti e conigli nemici del contadino. I trattati sugli animali ricordano questo ruolo del gatto fin dal XV secolo.

### L’orco
L'Orco occupa una posizione sociale elevatissima e possiede innumerevoli ricchezze. Inoltre, ha anche il potere di trasformarsi, come Proteo. Il personaggio dell'Orco è ricorrente nei racconti, così come quello del grande lupo cattivo. Allegoria dei pericoli che devono affrontare gli uomini che vogliono avere successo, incarna il male, la forza e l’ingordigia, ma anche una certa stupidità. Questa debolezza permette ai personaggi che incarnano l'astuzia e l'intelligenza, come la volpe, “Pollicino” o, naturalmente, il gatto, di sconfiggerlo facilmente nonostante la loro evidente inferiorità corporea. Questa stupidità dell'Orco partecipa all'effetto comico del racconto, si ride di vederlo trasformarsi in topo per essere infine morso dal gatto. Il nome di “orco” e la sua percezione sono stati ampiamente diffusi dai racconti di Perrault.

### Il re

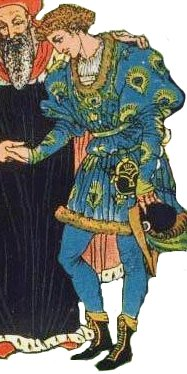
Il re accanto al “marchese di Carabas”, illustrati da Walter Crane.

Il re si fa offrire della selvaggina dal gatto da parte del marchese di Carabas per diversi mesi, poi passa un giorno lungo un lago con un traino, da dove vede il gatto implorare di salvare il marchese che annega. Raccoglie il giovane, gli offre dei vestiti che riteneva degni del suo rango, lo lascia salire nella sua carrozza con lui e continua la sua passeggiata dove incontra dei contadini che gli dicono che le terre che attraversava appartengono al marchese. Quando raggiunge il castello, l'orco è già sconfitto e il gatto lo accoglie nel castello del marchese di Carabas. Diede la mano di sua figlia al figlio del mugnaio. Per Bruno Bettelheim, il personaggio del re simboleggia il buon padre, colui che dà per eredità “grandi beni e una moglie passiva” e non un gattino.

### La principessa

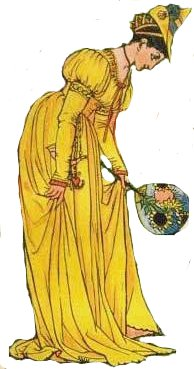
La Principessa, illustrata da Walter Crane.

La principessa non ha un ruolo importante nel racconto, poiché è totalmente passiva e si innamora del figlio del mugnaio (che le viene presentato come il «marchese di Carabas») non appena lo vede. Un ritratto composito delle eroine di Perrault rivela che la donna ideale dell'alta società secondo l'autore è graziosa, bella, educata, diligente, di aspetto curato, riservata, paziente e relativamente stupida, poiché per Perrault una donna intelligente sarebbe sinistra. Inoltre, l'eroina di Perrault aspetta che l'«uomo giusto» venga, riconosca le sue virtù e la sposi. Lui agisce, lei aspetta. Le eroine del XV secolo possono così essere riassunte in questa caratteristica unica: la sottomissione.

## Temi
I temi presenti nel Gatto con gli Stivali sembrano rientrare in una vecchia tradizione popolare, «riflesso degradato di un'antica mentalità trasformata sotto la penna di Perrault», ma le loro interpretazioni sono molteplici e la loro origine può essere vista come indoeuropea, africana, o anche indiana.

### La realizzazione degli stivali
Jacques Barchilon e Henry Pettit notano che il racconto è originale per il suo titolo, poiché nessun titolo prima di quello di Perrault parlava di un gatto che indossava degli stivali. Charles Deulin ha trovato solo due riferimenti a un gatto con gli stivali nelle fiabe di altri paesi. Secondo Iona e Peter Opie, gli stivali del gatto sono un passaggio stilistico superfluo alla trama, e probabilmente derivato dalla versione popolare del racconto. L'insistenza del gatto nel portare gli stivali non è spiegata nel racconto, né sviluppata più tardi, tranne in un unico monologo. Tuttavia, per Thierry Delcourt, questi stivali sono un'invenzione diretta di Perrault. Hanno la funzione, come gli stivali di sette leghe, di «calzare l'eroe alla misura delle sue imprese».
A un certo punto del racconto, il Gatto è spaventato dall'orco che ha preso la forma di un leone, e difficilmente sale sul tetto del castello «a causa dei suoi stivali che non valgono nulla per camminare sulle tegole». La menzione degli stivali porta qui un tocco di realismo e di verosimiglianza ad un racconto altrimenti meramente meraviglioso, e si ritrova la stessa tecnica nel “Pollicino” dove gli stivali delle sette leghe «stancano molto il loro uomo». Un'ipotesi è che questi stivali permettono al gatto di muoversi più velocemente. Esiste una curiosa vicinanza etimologica tra l'antico nome dello stivale (ocrea, che ha dato ocreis) e quello dell'orco (ocris). Probabilmente condividono la stessa radice indoeuropea: Oku, che significa «veloce», da cui lo stretto rapporto tra l'orco, gli stivali, e la nozione di rapidità. Inoltre, sembra che il racconto faccia l'apologia dell'uso degli stivali per i lunghi viaggi. Ora, l'uso di stivali si collegava alla moda gallica, in opposizione ai Romani che calzavano di sandali.
Il tema dei calzini magici si ritrova in altri due racconti di Perrault: Pollicino (con gli stivali di sette leghe), e Cenerentola (con le scarpette di vetro). Questo tema si trova fin dalla mitologia greca, con le scarpe alate di Ermes o ancora i sandali di Perseo.

#### Immersione nel lago
Il fatto che il gatto chieda al figlio del mugnaio di entrare nell’acqua ha ugualmente importanza ed è oggetto di diverse analisi. Secondo Bruno Bettelheim, questa immersione di un giovane, nudo, nelle acque di un lago, simbolizzerebbe una regressione al livello uterino, nell’acqua della madre. Solo questa immersione lo renderebbe capace di affrontare l’aggressività dell’Orco, visto come il padre castratore. Pierre Saintyves osserva che un'investitura reale accompagni un lavaggio rituale con un obiettivo purificatore, e che questo motivo si ritrovi in numerosi altri racconti. In più, l’acqua ha un potere rinnovatore, come aveva già rimarcato Gaston Bachelard, da cui senza dubbio il consiglio del Gatto al suo giovane padrone. Anatole France afferma, non senza una nota di umorismo, che si può vedere nel marchese di Carabas un mito solare: «questo personaggio povero, umiliato, che crede nella ricchezza e nel potere, è il sole che si alza nella nebbia e brilla per un puro mezzogiorno». In più, esce dall’acqua per rivestirsi di abiti reali, e questo simbolo può rappresentare il sorgere del sole.

### Lotta contro l’orco
Secondo Thierry Delcourt, l'episodio della metamorfosi dell'orco che diventa preda del gatto grazie alla sua astuzia è una scoperta di Perrault da racconti orali popolari come Il mago e il suo allievo o Il diavolo nella bottiglia. Ciò non impedisce di trovare diversi punti in comune tra questo episodio e motivi più antichi, dato che Pierre Saintyves annota come possibile origine numerose storie che raccontano la lotta di un animale che incarna le forze solari contro un drago. Questo tema si trova già nell'antica Grecia, durante un periodo chiamato Stipetteria, dove un giovane e bello adolescente, incarnazione di Apollo, dava fuoco a una capanna che simboleggiava il covo del drago. Esistono diverse varianti di questa lotta, in particolare in Russia dove una volpe spaventa un re-serpente che abita un castello dicendogli che il Fuoco e il Fulmine gli faranno visita: quest'ultimo si rifugia nel tronco di una quercia che la volpe infiamma, uccidendo così il serpente. Come nel racconto di Perrault, il drago o il serpente può anche essere un orco, e questo tema si ritrova in molteplici varianti con elemento costante la vittoria di un animale solare. Nell'antico Egitto, è il gatto che vince il serpente, incarnazione del male, mentre in Francia questo ruolo è piuttosto devoluto al cervo. Il racconto danese il Palazzo dei pilastri d'oro presenta numerosi paralleli con il gatto con gli stivali: un bel castello è custodito da un troll mostruoso, sorta di equivalente danese dell'orco. Il troll viene sconfitto grazie all'astuzia di un gatto che gli dice di guardare una bella ragazza che cavalca nel cielo, il troll cade all'indietro e scoppia a pezzi vedendo il sole. Queste leggende dove un animale solare sconfigge un mostro mutaforma potrebbero anche attingere la loro origine in un'antica liturgia, perché i re erano un tempo spesso associati ad un animale custode, spesso un animale potente come il leone, l'orso o l'elefante. Secondo uno studio del paganesimo indoeuropeo di Jérémie Benoît basato sui lavori di Georges Dumézil, l'orco del racconto rappresenta «uno di quegli spiriti della natura che conviene dominare per prendere possesso del suolo, colonizzarlo e stabilirvi un habitat umano». Infatti, il bestiario del folclore popolare pan-indo-europeo abbonda di creature come draghi, giganti, fate e folletti, che simboleggiano forze naturali non controllate dall'uomo, il quale in genere deve combatterle, evitare o ammorbidire per appropriarsi del loro dominio. Una tale ricerca può tuttavia essere compiuta solo da un guerriero eccezionale, cioè un eroe. Nel racconto di Perrault, l'eroe soppianta l'orco «simbolo di natura ostile e divoratrice» tramite il suo gatto, cosa che gli permette di diventare sovrano delle sue terre. Jacques Collin de Plancy pensa che Perrault abbia potuto ispirarsi alle chiacchiere contemporanee della sua epoca per l'episodio della lista dei beni del marchese de Carabas, quando il gatto incontra i mietitori e gli aratori. Charles Giraud abbonda nello stesso senso, sostenendo che l'enumerazione dei beni del marchese ricorda irresistibilmente gli scambi tra madame de Sévigné e madame de Louvois indovinando che parlano dei loro rispettivi beni. Tuttavia, questo tipo di enumerazione era da tempo frequente nei racconti popolari. Egli riferisce anche che alcune dottrine hanno visto nella presa del castello dell'orco un riferimento all'«indelicatezza di Francesca d'Aubigné che si impadronì dei beni di un protestante bandito alla fine del XV secolo», il gatto sarebbe allora una proiezione di questa donna.

### Investitura reale
Un'altra particolarità del racconto di Perrault sta nel fatto che il Gatto e il suo padrone possono prendere possesso dei beni dell'orco senza timore di una reazione, sia essa divina, legale o politica. Pierre Saintyves l'ha studiato nel 1923 e vi nota la presenza di motivi indoeuropei e africani molto antichi, tra cui quello dell'investitura reale. Così, per lui, «tutto l'insieme di questo racconto ci mostra l'instaurazione di un re simbolizzata dal riconoscimento della sua sovranità sulle terre, le bestie, e le persone con la presa di possesso del castello reale». In effetti, il figlio del mugnaio acquista un nome nobile «marchese di Carabas», abiti reali, una promessa di matrimonio reale e, infine, viene incoronato e assume le sue funzioni di re. Da sempre, quando una persona accedeva a questa funzione, cambiava nome e fino all'epoca moderna, quando un re governa, è raramente sotto il suo vero nome. Questo cambiamento di nome inoltre è collegato con l'unione, in cui la moglie inoltre prende un nome nuovo. Questo tema si ritrova in quasi tutte le fiabe con animali donatori e persino nelle altre fiabe che mettono in scena un gatto, il povero Pippo diventando Gagliuso e Costantino diventando «il ricco».
L'animale ha allora un ruolo di ambasciatore, di araldo e di campione del re, di cui non è che un'estensione dei poteri. Quest'ultimo gli deve peraltro riconoscenza, nel proprio interesse e in quello del popolo. Pierre Saintyves ne conclude che il gatto con gli stivali «molto verosimilmente si riallaccia al rituale di instaurazione degli ex preti-re delle società primitive e serviva, senza dubbio, a ricordare al sovrano l'importanza dei doveri magico-religiosi della sua carica». Per il popolo, il re veniva scambiato talvolta con il suo animale custode in un ruolo di benefattore, e quest'ultimo era considerato come il garante della prosperità del paese, del popolo, o addirittura del re stesso. Nei racconti vengono infatti messi in evidenza stretti legami tra il re e il suo animale, e a volte la condizione stessa di regalità dipende dall'animale: in una favola nubiana, la volpe che ha aiutato un povero giovane a diventare sultano affronta l'ingratitudine di quest'ultimo e fugge e il sultano finisce per ritornare alla sua condizione primitiva. Inoltre, il popolo può prendere il sopravvento e onorare l'animale ingannato dal re recentemente investito. In questo caso, la morale dei racconti si spiega con i severi obblighi del re verso l'animale o la bestia protettrice della sua tribù.

Questo tema può essere messo in relazione con il sistema tripartito indoeuropeo, dove il re deve incarnare e trascendere le tre funzioni: sacerdotale, guerriera e produttiva. Ora, queste funzioni sono presenti nel Gatto con gli stivali attraverso il matrimonio reale, la lotta contro l'orco e la scena dei mietitori. Un'analisi vuole che il figlio del mugnaio soppianti il re di cui sposa la figlia poiché quest'ultimo è incapace di assumere la funzione produttiva: le sue terre sono sotto l'influenza delle forze caotiche della natura simbolizzate dall'orco.

### Aspetto iniziatico
Armand Langlois vede la favola come un racconto iniziatico e filosofico, in cui il gatto sarebbe la forza viva che il mugnaio avrebbe ereditato da suo padre, questa forza che gli permette di realizzarsi. Il XIX secolo cercando di digerire gli eccessi del Rinascimento rende questa ipotesi accettabile. Il gatto con gli stivali sarebbe stato riscritto da Perrault a scopo educativo, ma anche attraverso il messaggio in codice. Ogni azione del gatto o del mugnaio sembra essere un passo verso la realizzazione di sé, verso la perfezione e la verità universale, e verso la conoscenza. Questa forza viva è attivata dalla confezione di stivali, dalla falsa morte con la scena dell'annegamento, dalla purificazione e la rinascita attraverso il dono di abiti reali, e dalla lotta contro le forze oscure del microcosmo e del macrocosmo nella lotta contro l'orco (che ricorda una lotta alchemica). Tutte queste azioni sono nella logica di un percorso iniziatico.

### Morale
Charles Perrault ha rivisto tutti i racconti popolari che ha raccolto e gli ha infuso una morale, e come molte storie e opere d’arte di quest’epoca, queste possiedono un secondo orientamento più simbolico. Tuttavia, la morale e il simbolismo del Gatto con gli stivali sono ambigui e hanno dato luogo a molte interpretazioni. Emmanuel Cosquin vedeva nel 1895 nella morale del Gatto con gli stivali un tema indiano, quello della riconoscenza degli animali opposta all’ingratitudine degli uomini, da mettere in relazione con altri racconti simili in cui l’animale benefattore è mal ricompensato, e che troviamo anche nel Caucaso, negli Swahili, nei Nubiani o in Italia. Pierre Saintyves rifiuta però questa ipotesi a fronte di nuove scoperte sui racconti. Maria Tatar pensa che le morali introdotte da Perrault siano diverse da quelle viste nella narrazione, o fuori tema. La prima morale spiega al lettore che il lavoro e l'ingegnosità sono preferibili alla fortuna ottenuta sin dalla nascita, ma questa è smentita dal fatto che il figlio del mugnaio non ha mai lavorato né usato il suo talento per ottenere la mano della principessa. La seconda morale sottolinea l'apparente vulnerabilità delle donne: dei bei vestiti ed un viso grazioso sono sufficienti per guadagnare la loro fiducia. Le regole morali sono spesso assenti nelle edizioni moderne. Una teoria affermerebbe che queste morali aggiunte alla prima versione del racconto siano un gioco di lettura alfabetizzata. Il Gatto con gli stivali figurerebbe allora la rivalità dei due narratori: il Gatto bugiardo e il narratore.

## Adattamenti
I racconti di Perrault sono stati adattati molte volte, su molti media diversi nel corso dei secoli.

### Arti grafiche e immagini
Tutti i racconti di Perrault hanno dato origine a un'abbondante rappresentazione fin dal 1790, ma è soprattutto nella metà del XIX secolo che il genere si sviluppa, e tutti i centri di immagini francesi sfruttano allora i racconti di Perrault che assicurano loro sempre un grande successo. Nel corso del XIX secolo, appaiono numerose litografie ispirate ai “Racconti di mia madre l’oca”. Queste composizioni letterarie e artistiche, spesso denigrate dagli studiosi perché non rispettavano il testo di Perrault, testimoniano il successo delle fiabe e in particolare del Gatto con gli stivali, anche se meno rappresentato di Cenerentola o di Cappuccetto Rosso. Stampe e storie che mettono in scena l'insieme dei personaggi delle fiabe di Perrault mescolano il gatto con gli stivali con il cappuccetto rosso o l'uccello azzurro. Le varie edizioni del gatto con gli stivali hanno inoltre ispirato famosi disegnatori specializzati nei racconti, tra cui il francese Gustave Doré e l'inglese Walter Crane (che rappresenta il gatto di colore nero) o il tedesco Carl Offterdinger, ma anche pittori. Nel 2020 David Chauvel e Sylvain Guinebaud pubblicano da Delcourt, Robilar, fumetto che riprende la storia del gatto con gli stivali.

### Arti plastiche
Una statua di marmo dedicata a Charles Perrault ai Giardini delle Tuileries di Gabriel Edouard Baptiste Pech (1908), raffigura un gruppo di danzatori accompagnati da un gatto con gli stivali. A Berlino, una scultura di Ignazio Taschner raffigurante il gatto con gli stivali e il marchese di Carabas è tra quelle che ornano la Fontana dei racconti nel parco di Friedrichshain. Alla fine del XX secolo, Janie e Armand Langlois hanno creato diverse opere di assemblaggio e lussuose marionette a fili per Venezia e New York sul tema del gatto con gli stivali. Molte di queste opere sono di proprietà del castello di Breteuil. Robert Tatin ha rappresentato Leonor Fini come un gatto con gli stivali. Un gatto con gli stivali in resina di poliestere è scolpito da Stéphane De Laurence per la città di Villeneuve d'Ascq nel 1983.

### Canzoni popolari
Nel 1811 il marchese di Carabas era l'eroe di una celebre canzone del sig. Michel Bérenger. Una selezione del gatto con gli stivali in 24 versi è attestato nel 1862.

### Spettacolo
Gli adattamenti teatrali dei racconti di Perrault sono numerosi, soprattutto nel corso del XIX secolo. Il rispetto per l'opera originale è spesso molto approssimativo, lo scopo è soprattutto quello di farne uno spettacolo visivo. L’opera (Il marchese di Carabas), o il gatto con gli stivali, fatta in due atti di MM. Brazier e Simonnin che erano rappresentati alla Gaîté all'inizio del XIX secolo, era una messa in scena del racconto in cui il gatto mangiava l'orco travestito da topo. Il ruolo del gatto era svolto da una bambina. Il gatto con gli stivali fu messo in scena anche al Vaudeville, e al piccolo teatro di M. Comte. Scene di teatro di carta sono sviluppate sul tema del gatto con gli stivali, in particolare dal centro pittorico di Epinal.
Il gatto con gli stivali appare con il gatto bianco nel terzo atto della Bella addormentata di Čajkovskij. Senza essere il personaggio principale della storia, il gatto figura nel musical di Chantal Goya, Il pianeta meraviglioso, nel 1982.

### Letteratura
Ludwig Tieck pubblicò, nello stesso libro di Barbablù, una satira drammatica del racconto, con il titolo Der gestiefelte Kater. Molto più recentemente, un dirottamento del racconto originale figura nella raccolta delle Comptines assassines ("Filastrocche assassine") di Pierre Dubois. Il gatto con gli stivali è un assassino seriale che uccide dei disabili e decide un giorno di partire per Lourdes. Ci sono anche adattamenti a fumetti come Il gatto con gli stivali di Jean-Luc Loyer o come personaggio secondario in Garulfo (di Alain Ayroles, Bruno Maïorana e Thierry Leprévost). Infine, il secondo volume dei Contes à dormir debout ("Racconti per dormire in piedi") di Ced (nome d'arte di Cédric Asna), autore di fumetti uscito dalla blogosfera, racconta in modo umoristico il seguito della storia mentre il gatto, annoiato alla corte del suo padrone diventato re, riparte all'avventura perseguitata da una terribile maledizione. Il personaggio del marchese di Carabas è ripreso anche nel romanzo fantastico Neverwhere ("Nessun dove") di Neil Gaiman; è nero, ambiguo e manipolatore.

### Cinema e televisione
Per il cinema, Lucien Nonguet realizzò nel 1903 il film muto Le chat botté. Walt Disney produsse Puss in Boots, un cortometraggio in bianco e nero del 1922. Nagagutsu wo haita neko (長靴をはいた猫?) è un adattamento animato per il cinema, nel 1969, del regista giapponese Kimio Yabuki. Il racconto è adattato in un episodio della serie animata Simsala Grimm. I film (e i media correlati) della saga di Shrek presentano il Gatto con gli stivali come la popolare figura del latin lover (in particolare ispirato al personaggio di Zorro del suo doppiatore originale, Antonio Banderas) e hanno dato origine a due spin-off incentrati su di esso: Il gatto con gli stivali (2011), ed il suo seguito, Il gatto con gli stivali 2 - L'ultimo desiderio (2022). Del 2009 è “La vera storia del Gatto con gli Stivali”, un film d'animazione diretto da Jerome Deschamps, Pascal Hérold e Macha Makeieff, e adattato in una serie dedicata. Senza essere il soggetto principale della storia, il Gatto con gli stivali fa una apparizione in un episodio televisivo del “Faerie Tale Theatre” con Ben Vereen e Gregory Hines negli anni ‘80, e anche nel quarto episodio del videogioco scaricabile “American McGee’s Grimm” del 2008.

#### Cinema
- Il gatto con gli stivali (Nagagutsu wo haita neko) (1969), film d'animazione di Kimio Yabuki prodotto dalla Toei Animation, il protagonista è poi diventato la mascotte dello studio.
- ...continuavano a chiamarlo il gatto con gli stivali ( Nagagutsu Sanjūshi) (1972), film d'animazione di Tomoharu Katsumata. Primo sequel del film del 1969.
- Il gatto con gli stivali in giro per il mondo ( Nagagutsu o haita neko: Hachijū nichikan sekai isshū) (1976), film di Hiroshi Shidara. Secondo sequel del film del 1969.
- Il gatto con gli stivali (Puss in Boots) (1988), film di Eugene Marner con Christopher Walken, Jason Connery e Carmela Marner.
- Shrek 2 (2004), film d'animazione di Andrew Adamson, Kelly Asbury e Conrad Vernon.
- Shrek terzo (Shrek The Third) (2007), film d'animazione di Raman Hui e Chris Miller.
- La vera storia del gatto con gli stivali (La Véritable Histoire du chat botté) (2009), film d'animazione di Pascal Hérold, Macha Makeïeff e Jérôme Deschamps.
- Shrek e vissero felici e contenti (Shrek Forever After) (2010), film d'animazione di Mike Mitchell.
- Il gatto con gli stivali (Puss in Boots) (2011), film d'animazione di Chris Miller.
- Il gatto con gli stivali 2 - L'ultimo desiderio (Puss in Boots: The Last Wish) (2022) film d'animazione di Joel Crawford.

#### Televisione
- Le favole più belle (Festival of Family Classics, 1972-73), serie animata prodotta dalla Rankin/Bass, episodio 11.
- Le più belle favole del mondo (Manga sekai mukashi banashi, 1976-79), anime prodotto dalla Dax International, episodio 14.
- Nel regno delle fiabe (Shelley Duvall's Faerie Tale Theatre, 1985), episodio di Robert Iscove con Ben Vereen, Gregory Hines e Alfre Woodard.
- C'era una volta (Sekai Dōwa Anime Zenshū, 1986), anime prodotto dallo Studio Unicorn, episodio 5.
- Le fiabe son fantasia (Grimm meisaku gekijo, 1987), anime di Kazuyoshi Yokota e Fumio Kurokawa, episodi 7-8.
- Favole senza tempo (Timeless Tales from Hallmark, 1990-91), serie animata direct-to-video della Hanna-Barbera, episodio 7.
- Il gatto con gli stivali (Fantasy Adventure: Nagagutsu o haita neko no boken, 1992), anime di Shunichi Yukimuro, Takashi Yamada.
- Le fiabe più belle (Anime sekai no dowa, 1995), anime di Ryuichi Sugimoto, episodio 4.
- Happily Ever After: Fairy Tales for Every Child (1995-2000) serie animata HBO, episodio 3 della seconda stagione.
- Simsala Grimm (Simsala Grimm, 1999), serie animata di Gary Blatchford, Chris Doyle e Jody Gannon, episodio 12 della prima stagione.
- Il teatrino delle fiabe di Hello Kitty (Sanrio anime sekai meisaku gekijō, 2001), anime prodotto dalla Sanrio, episodio 11.
- Le più belle fiabe dei fratelli Grimm (Acht auf einen Streich, 2009), episodio di Christian Theede con Roman Knižka, Jacob Matschenz e Jennifer Ulrich.
- Regal Academy (2016), serie animata di Iginio Straffi.

### Musica
- Il gatto con gli stivali. L'opera pop, libretto di Mario Menicagli, musiche di Oliviero Lacagnina, Gian Paolo Mazzoli, Mario Menicagli, Illustrazioni di Fabio Leonardi, libro con CD, Livorno 2015.

### Videogiochi
- American McGee's Grimm (2008);

Videogiochi basati sulla serie di Shrek in cui il Gatto con gli stivali appare come personaggio giocabile:
- Shrek 2 (2004);
- Shrek SuperSlam (2005);
- Shrek Smash n' Crash Racing (2006);
- Shrek terzo (2007);
- Shrek - Tutti al Luna Park (2008);
- Shrek e vissero felici e contenti (2010).